# فيرجينيا كارول
فيرجينيا كارول (بالإنجليزية: Virginia Carroll)‏ هي ممثلة أمريكية، ولدت في 2 ديسمبر 1913 في لوس أنجلوس في الولايات المتحدة، وتوفيت في 23 يوليو 2009 في سانتا باربارا في الولايات المتحدة.

## وصلات خارجية
- فيرجينيا كارول على موقع IMDb (الإنجليزية)
- فيرجينيا كارول على موقع أول موفي (الإنجليزية)
- فيرجينيا كارول على موقع قاعدة بيانات الأفلام السويدية (السويدية)
- فيرجينيا كارول على موقع قاعدة بيانات الفيلم (الإنجليزية)